# Cristall de roca
El cristall de roca o quars hialí és el quars en el seu estat més pur, per la qual cosa és transparent en no tenir impureses. Es troba en regions muntanyoses i zones al·luvials de tot el món. S'aprofita la seva estabilitat molecular per a controlar l'exactitud de circuits electrònics a causa del seu comportament ressonant.

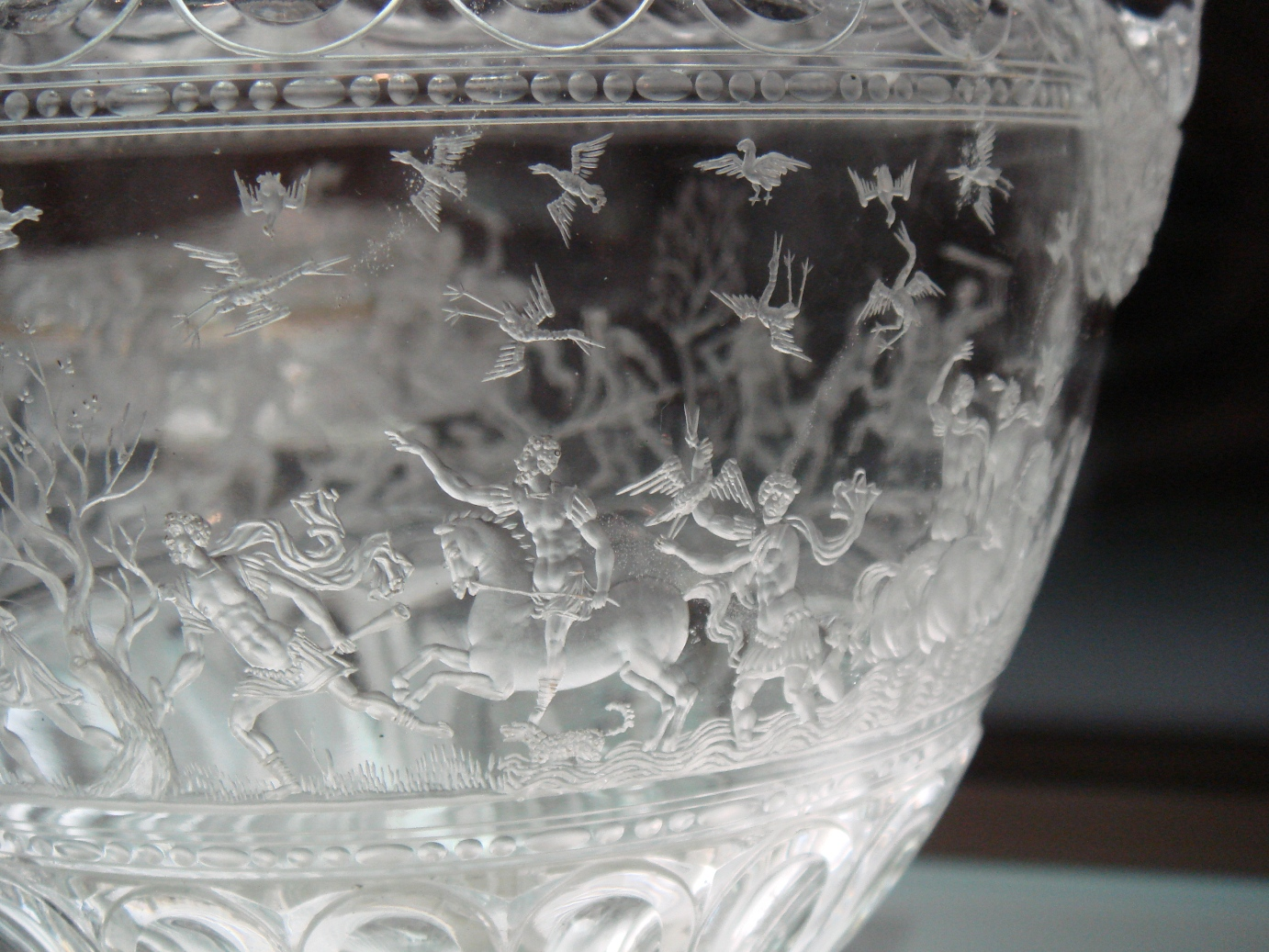
Exemple d'ús artístic del cristall de roca: got de la Monteria (detall), tresor del Delfí, Museu del Prado

El quars (fórmula empírica: SiO₂) és el component fonamental de molts tipus de roques, i el mineral més abundant en l'escorça terrestre, especialment en les roques ígnies àcides; per aquest motiu és tan freqüent i abundant, però també en roques sedimentàries i roques metamòrfiques, per ser al mateix temps molt resistent. També es pot trobar en filons pegmatites, pneumatolítics i hidrotermals amb menes metàl·liques o sols. N'és un exemple la calcedònia, que és hidrotermal de baixa temperatura (al voltant dels 120 °C), que es pot formar a prop de la superfície.
És el quars en el seu estat més pur, totalment incolor, ja que no té impureses o inclusions que afectin la seva transparència. El seu índex de refracció dicroica és extremadament baix, amb doble refringència orientada per un eix únic, cosa que el fa un excel·lent conductor i canalitzador d'ones lumíniques. Es troba en regions muntanyoses i zones al·luvials de tot el món, en forma de vidres piramidals hexagonals, sovint agrupats en drusa sobre geodes; tècnicament s'aprofita la seva vibració molecular per a controlar amb exactitud circuits electrònics, com rellotges, dispositius d'activació i desactivació, etc.